# ثيوم خفي
الثيوم الخفي (بالإنجليزية: Elephant Grass)‏ أو (بالإنجليزية: Uganda Grass)‏ نوع نباتي عشبي من نمط ك4 يتبع جنس الثيوم وينتمي للفصيلة النجيلية.
تُعرف أنواع االثيوم الخفي Pennisetum clandestinum بعدة أسماء شائعة  وغالبًا ما تجعى بعشب kikuyu  كونها موطن لمناطق المرتفعات في شرق إفريقيا التي تعد موطنًا لشِعب Kikuyu والتي يتم تصنيفها على أنها من الأعشاب الضارة في بعض المناطق نظرًا لنموها السريع وطبيعتها العدوانية وبالرغم من ذلك فهو فإن الحدائق الشائعة في أستراليا ونيوزيلندا وجنوب إفريقيا والمنطقة الجنوبية من كاليفورنيا في الولايات المتحدة مليئة بالثيوم الخفي.

## البيئة والانتشار
موطنه الأصلي مناطق قبائل كيكويو (بالإنجليزية: Kikuyu)‏ في شرق أفريقيا.
يتحمل الجفاف وينمو بسرعة بشكل عدواني، ولذلك يعتبر من النباتات الغازية في بعض المناطق. يمكن استعماله كنبات مروج بسبب نموه الشبكي الكثيف.

## الوصف النباتي
النبات عشبة معمرة تنمو بشكل حزم وتنتشر بالجذامير والأرآد، مما يزيد من خطورة غزوه وسيطرته على النباتات الأخرى. يمكنه غزو المروج والمراعي.